# الکساندر الیزاروف
الکساندر الیزاروف (روسی: Александр Матвеевич Елизаров؛ زادهٔ ۷ مارس ۱۹۵۲) ورزشکار دوگانه اهل اتحاد جماهیر شوروی سوسیالیستی بود. او در المپیک زمستانی ۱۹۷۶ در اینسبروک یک مدال طلا با تیم امدادی شوروی و یک مدال برنز انفرادی کسب کرد.